# Okselhaar

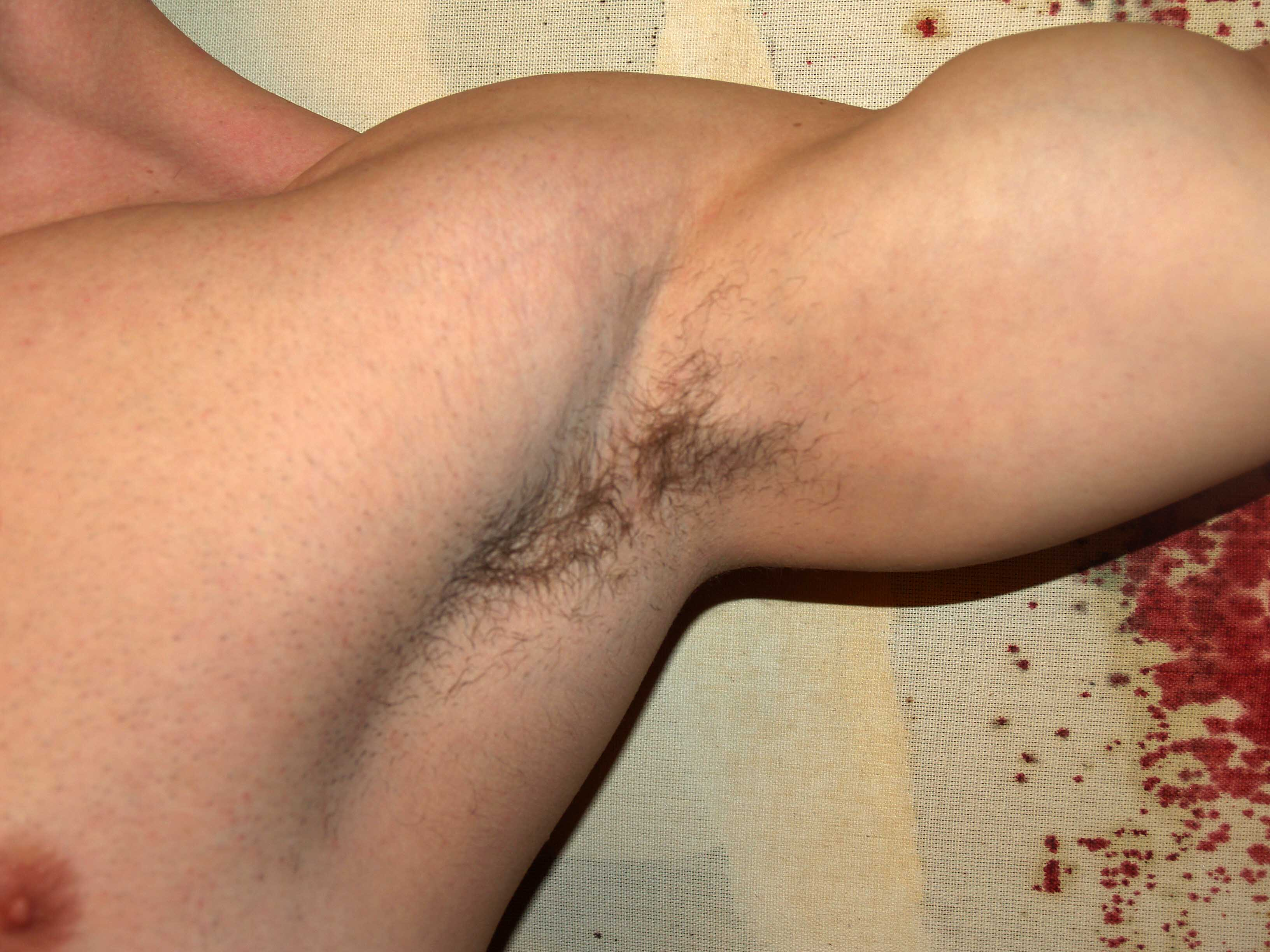
Okselhaar bij een man.

Okselhaar is de benaming voor haar dat in de oksel groeit. Het haar begint zich, net zoals het meeste andere lichaamshaar, in de puberteit te ontwikkelen en is vaak aan het einde van de jeugd volgroeid. De aanmaak van feromonen door de oksel in deze fase van de menselijke ontwikkeling suggereert dat er een verband bestaat tussen okselhaar en seksualiteit. Het okselhaar houdt de door de oksel aangemaakte geuren vast die voor prikkelingen zorgen bij het andere geslacht en zich daartoe voelt aangetrokken. Het haar zelf zou als een natuurlijke "anti-wrijving" fungeren tussen de bovenarm en de borstkas.

## Scheren

### Geschiedenis van het scheren van okselhaar

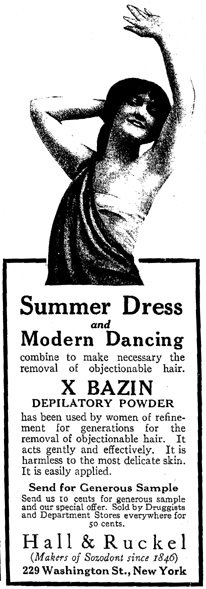
Eerste advertentie voor ontharingscrème in Harper's Bazaar in 1915.

In het Westen begon het scheren van okselhaar rond 1915 in de Verenigde Staten en het Verenigd Koninkrijk, toen enkele tijdschriften een geklede vrouw met geschoren oksels afbeeldden. Het regelmatig scheren werd mogelijk toen het scheermes aan het begin van de 20e eeuw zijn intrede deed. Terwijl het scheren van okselhaar veelvuldig plaatsvond in Engelssprekende landen als de Verenigde Staten en Canada, duurde het tot na de Tweede Wereldoorlog voordat ook Europa met dit fenomeen in aanraking kwam.
Het scheren van okselhaar is echter veel eerder begonnen in de Arabische landen. In de Koran en de Sunnah staat dat volwassen vrouwen en mannen hun oksels en schaamstreek minstens een keer in de veertig dagen behoren te scheren.

### Culturele opvattingen
In veel landen, met name in de Westerse wereld, is het gebruikelijk dat vrouwen hun okselhaar scheren. Het wordt bij hen, in tegenstelling tot bij mannen, gezien als een schoonheidsideaal en het houdt daarnaast verband met de verschillen in ontharen tussen de twee geslachten. Opvattingen over dit fenomeen verschillen echter. In sommige Oost-Europese landen, maar ook in China, komt het scheren van okselhaar minder vaak voor, en beschouwt men dit niet als schoonheid.
Religieuze redenen en persoonlijke hygiëne worden ook soms genoemd: in de cultuur van de islam scheren zowel mannen als vrouwen hun okselhaar om hygiënische redenen.
Wedstrijdzwemmers verwijderen al hun lichaamshaar, inclusief okselhaar, om ervoor te zorgen dat hun lichaam gestroomlijnder is als ze meedoen aan wedstrijden. Ook onder bodybuilders en in de erotiek is dit gebruikelijk, alleen spelen hier opnieuw schoonheidsredenen een rol.
Okselhaar versterkt ook het effect van kietelen.

### Effecten van scheren
Het is een algemeen bekende mythe dat het scheren van haar op den duur dikker haar veroorzaakt. Er is echter niets bekend over een toename van het aantal haarzakjes als het gevolg van scheren. Okselhaar moet vaker geschoren worden dan beenhaar, maar dat komt doordat het sneller groeit. Na verloop van tijd kan de oksel er donkerder uitzien, en zelfs na een scheerbeurt is het mogelijk dat diezelfde avond alweer haartjes zichtbaar zijn. Harsen is een effectieve methode voor het verwijderen van okselhaar, omdat het haar dan vanaf de haarwortel uit de huid wordt getrokken.
Voor het scheren van okselhaar kan het beste een scheermes worden gebruikt. Omdat de okselhuid erg gevoelig is, veroorzaakt een scheerapparaat irritatie, met als gevolg een rood uitziende en brandend aanvoelende huid.

## Okselhaar in de kunst

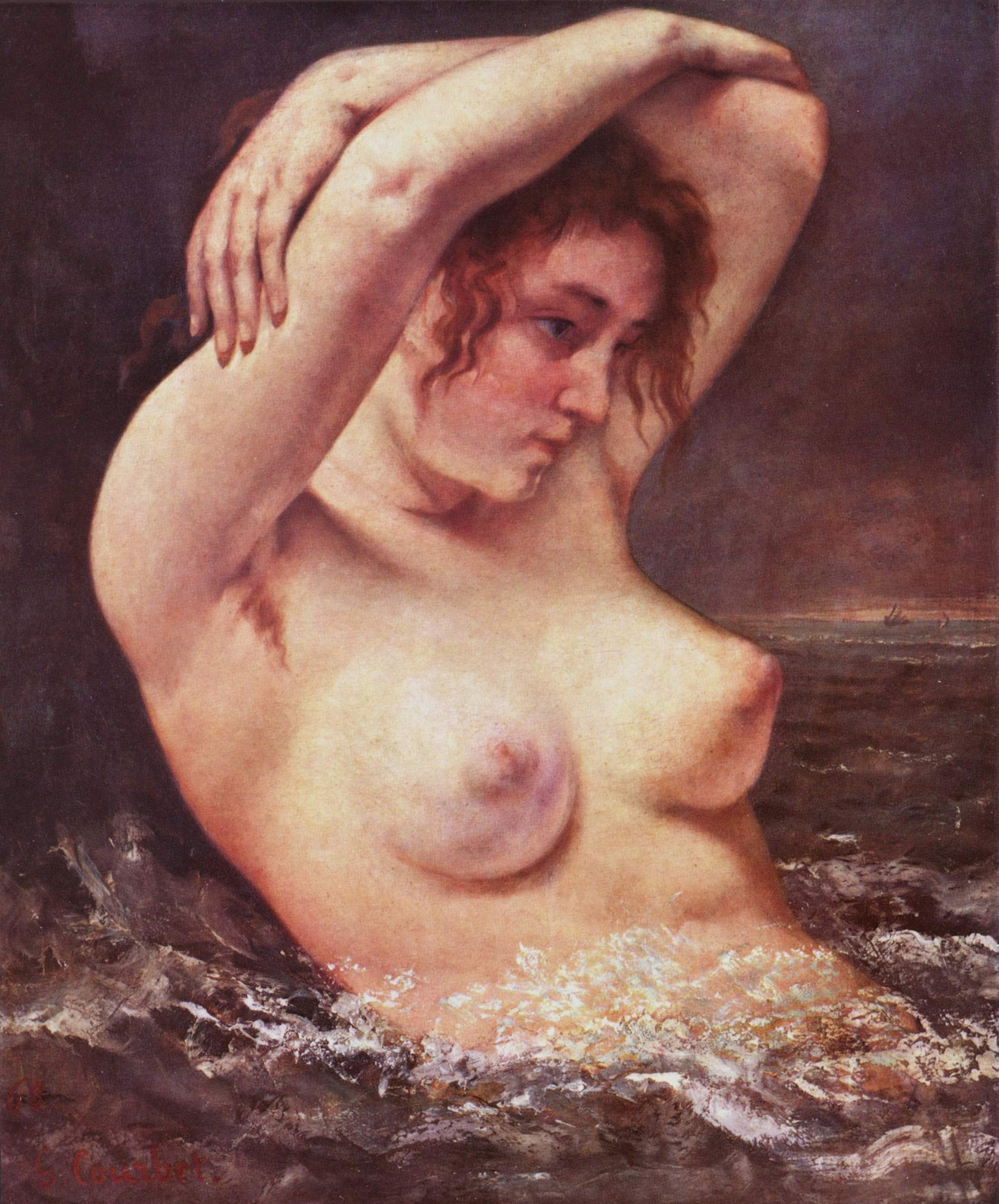
De Baadster door Gustave Courbet, 1868.

Het okselhaar is in de kunst vaak weggelaten; het laten zitten was een teken van het modernisme. Dit is in contrast met het afbeelden van schaamhaar, dat soms al in de middeleeuwen werd getoond. Het afbeelden van schaamhaar werd vanaf de Renaissance gebruikelijker, en bijna normaal in de moderne tijd.